# Comitatul Brevard, Florida
Comitatul Brevard, conform originalului engleză Brevard County, este unul din cele 67 de comitate care constituie nivelul administrativ următor al statului Florida al Statelor Unite ale Americii.
Comitatul Brevard, care se găsește de-a lungul coastei Oceanului Atlantic, avea (conform recensământului din anul  2010) o populație de 543.376, ceea ce îl plasa ca cel de-al 9-lea comitat al statului Florida, din punct de vedere al numărului de locuitori. Datorată cunoscutei baze de lansare a navelor cosmice, John F. Kennedy Space Center, comitatul Brevard este conoscut și sub numele de alint Space Coast. Ca atare, prefixul telefonic al comitatului este 321, similar cu ultimele cuvinte rostite înaintea unei lansări, 3 - 2 - 1 liftoff (3, 2, 1, lansare).

## Geografie

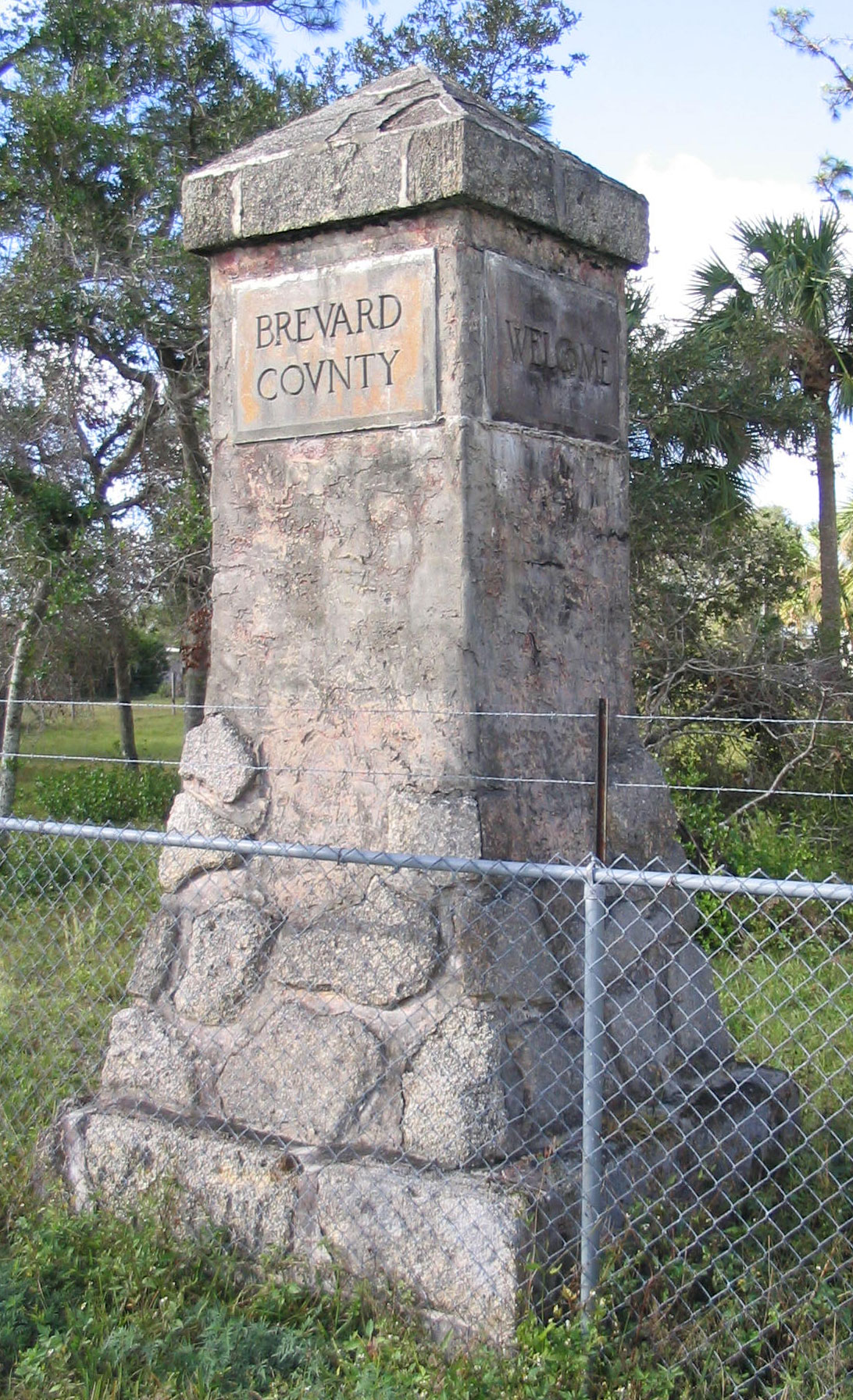
Granița dintre comitatele Brevard și Volusia.

### Clima
Climatul comitatului, conform clasificării Köppen, este Cf, cu o distribuire egală a precipitațiilor de-a lungul întregului an. Clasificarea corepunde unui climat sub-tropical umed având veri umede și fierbinți. Climatul implică existența a două anotimpuri distincte, unul uscat și altul umed; cel uscat durează din decembrie până în mai, iar cel umed se extinde între iunie și noiembrie.

### Comitate adiacente
- Comitatul Volusia—nord
- Comitatul Indian River—sud
- Comitatul Osceola—sud-vest
- Comitatul Orange—vest

## Localități

### Localități neîncorporate
| - Angel City - Aurantia - Barefoot Bay - Bellwood - Canaveral Groves - Cocoa West | - Courtenay - Eau Gallie - Floridana Beach - Indianola | - Kennedy Space Center - June Park - Lotus - Melbourne Shores - Merritt Island - Micco | - Mims - Patrick Air Force Base - Pineda - Port St. John - Scottsmoor - Sharpes - Shiloh - South Patrick Shores | - Suntree - Tropic - Viera |

## Mass media

### Radio
Melbourne, Florida radio